# Rugby Challenge 2019
Il Rugby Challenge 2019 (in inglese 2019 Rugby Challenge), per esigenze di sponsorizzazione SuperSport Rugby Challenge 2019, fu la 3ª edizione del Rugby Challenge, competizione cadetta della Currie Cup organizzata dalla South African Rugby Union.
Si tenne dal 26 aprile 2019 al 23 giugno 2019 tra 16 squadre perché, rispetto alle prime due edizioni, fu aggregata alla competizione anche una squadra proveniente dallo Zimbabwe, il che portò a tre il numero delle federazioni rappresentate dopo Namibia (con una squadra) e Sudafrica (le rimanenti quattordici).
Ad aggiudicarsi il torneo furono i Griquas, alla loro terza finale consecutiva, che nella gara per il titolo a Saldanha ebbero la rivincita sui Pumas che un anno prima li sconfissero negli ultimi secondi di gioco laureandosi campioni della manifestazione.
Per motivi logistici, la squadra dell'accademia rugbistica della federazione dello Zimbabwe disputò i propri incontri interni presso l'impianto del False Bay a Constantia, sobborgo di Città del Capo.

## Squadre partecipanti

### Girone Nord
- Blue Bulls (Pretoria)
- Falcons (Ekurhuleni)
- Golden Lions (Johannesburg)
- Griffons (Welkom)
- Griquas (Kimberley)
- Leopards (Potchefstroom)
- Pumas (Nelspruit)
- Welwitschias (Windhoek, Namibia)

### Girone Sud
- Boland Cavaliers (Wellington)
- Border Bulldogs (East London)
- Eagles (George)
- E.P. Elephants (Port Elizabeth)
- Free State (Bloemfontein)
- Natal Sharks (Durban)
- Western Province (Città del Capo)
- Zimbabwe Academy (Città del Capo)[1]

## Formula
Le 16 squadre furono ripartite in 2 gironi geografici di 8 squadre ciascuno, in cui esse si incontrarono in gare di sola andata.
Le prime due classificate accedettero alla semifinale in gara unica, con la prima di ogni girone a ricevere in casa la seconda dell'altro.
Anche la finale, la cui sede fu lo Sports Grounds di Saldanha, si tenne in gara unica.

## Stagione regolare

### Girone Nord
|           | 1ª giornata                 |       |
| --------- | --------------------------- | ----- |
| 26-4-2019 | Pumas — Blue Bulls          | 29-21 |
| 27-4-2019 | Griquas — Falcons           | 52-10 |
| 27-4-2019 | Griffons — Leopards         | 34-27 |
| 27-4-2019 | Welwitschias — Golden Lions | 23-40 |
|           |                             |       |

|           | 4ª giornata             |       |
| --------- | ----------------------- | ----- |
| 18-5-2019 | Golden Lions — Pumas    | 33-51 |
| 18-5-2019 | Griquas — Blue Bulls    | 38-17 |
| 19-5-2019 | Griffons — Welwitschias | 34-24 |
| 19-5-2019 | Leopards — Falcons      | 50-52 |
|           |                         |       |

|          | 7ª giornata            |       |
| -------- | ---------------------- | ----- |
| 7-6-2019 | Blue Bulls — Leopards  | 63-36 |
| 8-6-2019 | Griquas — Golden Lions | 45-26 |
| 8-6-2019 | Griffons — Pumas       | 33-48 |
| 8-6-2019 | Welwitschias — Falcons | 12-56 |

|          | 2ª giornata               |       |
| -------- | ------------------------- | ----- |
| 4-5-2019 | Blue Bulls — Welwitschias | 87-21 |
| 4-5-2019 | Falcons — Pumas           | 19-26 |
| 4-5-2019 | Leopards — Golden Lions   | 27-55 |
| 4-5-2019 | Griffons — Griquas        | 26-35 |
|          |                           |       |

|           | 5ª giornata               |       |
| --------- | ------------------------- | ----- |
| 25-5-2019 | Pumas — Griquas           | 37-28 |
| 25-5-2019 | Welwitschias — Leopards   | 8-81  |
| 26-5-2019 | Blue Bulls — Golden Lions | 62-24 |
| 26-5-2019 | Falcons — Griffons        | 41-31 |

|           | 3ª giornata            |  |
| --------- | ---------------------- |  |
| 10-5-2019 | Blue Bulls — Griffons  |  |
| 10-5-2019 | Pumas — Leopards       |  |
| 11-5-2019 | Golden Lions — Falcons |  |
| 11-5-2019 | Welwitschias — Griquas |  |
|           |                        |  |

|          | 6ª giornata             |       |
| -------- | ----------------------- | ----- |
| 1-6-2019 | Golden Lions — Griffons | 42-15 |
| 1-6-2019 | Falcons — Blue Bulls    | 22-47 |
| 1-6-2019 | Pumas — Welwitschias    | 106-0 |
| 1-6-2019 | Leopards — Griquas      | 16-31 |

#### Classifica
|  |    | Squadra      | G | V | N | P | PF  | PS  | P±   | B | Pt |
|  | -- | ------------ | - | - | - | - | --- | --- | ---- | - | -- |
|  | 1. | Pumas        | 7 | 7 | 0 | 0 | 337 | 164 | 173  | 7 | 35 |
|  | 2. | Griquas      | 7 | 6 | 0 | 1 | 290 | 156 | 134  | 7 | 31 |
|  | 3. | Blue Bulls   | 7 | 5 | 0 | 2 | 332 | 190 | 142  | 5 | 25 |
|  | 4. | Golden Lions | 7 | 4 | 0 | 3 | 263 | 263 | 0    | 7 | 23 |
|  | 5. | Falcons      | 7 | 3 | 0 | 4 | 240 | 261 | −21  | 5 | 17 |
|  | 6. | Leopards     | 7 | 1 | 0 | 6 | 267 | 283 | −16  | 6 | 10 |
|  | 7. | Griffons     | 7 | 2 | 0 | 5 | 193 | 252 | −59  | 4 | 12 |
|  | 8. | Welwitschias | 7 | 0 | 0 | 7 | 112 | 465 | −353 | 0 | 0  |

### Girone Sud
|           | 1ª giornata                 |       |
| --------- | --------------------------- | ----- |
| 27-4-2019 | Cavaliers — EP Elephants    | 34-6  |
| 28-4-2019 | Free State — Sharks         | 40-31 |
| 28-4-2019 | Eagles — Western Province   | 7-62  |
| 28-4-2019 | Bulldogs — Zimbabwe Academy | 41-16 |
|           |                             |       |

|           | 4ª giornata                         |       |
| --------- | ----------------------------------- | ----- |
| 17-5-2019 | Sharks — Cavaliers                  | 29-28 |
| 18-5-2019 | Western Province — Zimbabwe Academy | 33-13 |
| 18-5-2019 | Free State — Eagles                 | 64-17 |
| 18-5-2019 | EP Elephants — Bulldogs             | 52-3  |
|           |                                     |       |

|          | 7ª giornata                     |       |
| -------- | ------------------------------- | ----- |
| 8-6-2019 | Free State — Bulldogs           | 80-7  |
| 8-6-2019 | Zimbabwe Academy — EP Elephants | 15-43 |
| 9-6-2019 | Sharks — Eagles                 | 40-17 |
| 9-6-2019 | Western Province — Cavaliers    | 21-22 |
|          |                                 |       |

|          | 2ª giornata                 |       |
| -------- | --------------------------- | ----- |
| 4-5-2019 | Cavaliers — Free State      | 21-10 |
| 4-5-2019 | EP Elephants — Eagles       | 59-31 |
| 4-5-2019 | Bulldogs — Western Province | 24-48 |
| 4-5-2019 | Zimbabwe Academy — Sharks   | 14-36 |
|          |                             |       |

|           | 5ª giornata                     |       |
| --------- | ------------------------------- | ----- |
| 25-5-2019 | Western Province — EP Elephants | 27-13 |
| 25-5-2019 | Sharks — Bulldogs               | 82-24 |
| 25-5-2019 | Eagles — Cavaliers              | 28-43 |
| 25-5-2019 | Zimbabwe Academy — Free State   | 10-66 |

|           | 3ª giornata               |       |
| --------- | ------------------------- | ----- |
| 10-5-2019 | Sharks — Western Province | 20-47 |
| 11-5-2019 | Bulldogs — Cavaliers      | 0-52  |
| 12-5-2019 | EP Elephants — Free State | 12-49 |
| 12-5-2019 | Eagles — Zimbabwe Academy | 31-30 |
|           |                           |       |

|           | 6ª giornata                   |       |
| --------- | ----------------------------- | ----- |
| 31-5-2019 | Eagles — Bulldogs             | 18-17 |
| 1-6-2019  | Cavaliers — Zimbabwe Academy  | 52-16 |
| 2-6-2019  | Free State — Western Province | 33-37 |
| 2-6-2019  | EP Elephants — Sharks         | 27-7  |

#### Classifica
|  |    | Squadra          | G | V | N | P | PF  | PS  | P±   | B | Pt |
|  | -- | ---------------- | - | - | - | - | --- | --- | ---- | - | -- |
|  | 1. | Western Province | 7 | 6 | 0 | 1 | 275 | 132 | 143  | 6 | 30 |
|  | 2. | Boland Cavaliers | 7 | 6 | 0 | 1 | 252 | 110 | 142  | 5 | 29 |
|  | 3. | Free State       | 7 | 5 | 0 | 2 | 342 | 135 | 207  | 7 | 27 |
|  | 4. | Natal Sharks     | 7 | 4 | 0 | 3 | 245 | 197 | 48   | 5 | 21 |
|  | 5. | E.P. Elephants   | 7 | 4 | 0 | 3 | 212 | 166 | 46   | 3 | 19 |
|  | 6. | Eagles           | 7 | 2 | 0 | 5 | 149 | 315 | −166 | 3 | 11 |
|  | 7. | Border Bulldogs  | 7 | 1 | 0 | 6 | 116 | 348 | −232 | 2 | 6  |
|  | 8. | Zimbabwe Academy | 7 | 0 | 0 | 7 | 114 | 302 | −188 | 2 | 2  |

## Play-off
|  | Semifinali | Semifinali       | Semifinali |       |    | Finale  | Finale | Finale |  |
|  |            |                  |            |       |    |         |        |        |  |
|  | 1          | Western Province | 21         |       |    |         |        |        |  |
|  | 1          | Western Province | 21         |       |    |         |        |        |  |
|  | 4          | Griquas          | 50         |       |    |         |        |        |  |
|  | 4          | Griquas          | 50         |       | 4  | Griquas | 28     |        |  |
|  |            |                  |            |       | 4  | Griquas | 28     |        |  |
|  |            |                  | 2          | Pumas | 13 |         |        |        |  |
|  | 2          | Pumas            | 2          | Pumas | 13 | 57      |        |        |  |
|  | 2          | Pumas            |            |       |    |         |        |        |  |
|  | 3          | Boland Cavaliers | 32         |       |    |         |        |        |  |

### Semifinali
| Arbitro: | Paul Mente (King William's Town) |

|                         |      |                                                                               |
| Barry 13’ Valentyn 58’  | mt   | 3’, 49’ E. Brandt 31’, 73’ G. v.d. Merwe 46’ Keyter 60’ Z. Burger 75’ Volmink |
| v. Reenen 58’           | tr   | 31’, 46’, 49’, 60’, 73’, 75’ Whitehead                                        |
| v. Reenen 39’, 40’, 43’ | c.p. | 11’ Whitehead                                                                 |

| Arbitro: | Quinton Immelman (Pretoria) |

| |      |                                      |
| Isbell 7’, 72’ Engelbrecht 11’ Rudolph 21’ C. Smith 30’ Nell 35’ Els 59’ D. Williams 64’ Palvie 77’ | mt   | 23’ Z. Jordaan 80’ tecnica           |
| C. Smith 11’, 30’, 35’, 64’, 72’, 77’                                                               | tr   | 23’ Mattheus                         |
| | c.p. | 4’, 19’, 40’, 44’, 52’, 57’ Mattheus |

### Finale
| Arbitro: | Ben Crouse (Port Elizabeth) |

|                      |      |                                       |
| D. Williams 29’, 67’ | mt   | 23’ Volmink 53’ AJ le Roux 76’ Keyter |
|                      | tr   | 23’, 76’ Whitehead                    |
| C. Smith 21’         | c.p. | 7’, 35’, 39’ Whitehead                |